# Scawby
Scawby är en ort och civil parish i Storbritannien.   Den ligger i kommunen North Lincolnshire och riksdelen England, i den sydöstra delen av landet, 230 km norr om huvudstaden London. Scawby ligger 26 meter över havet och antalet invånare är 1 699.
Terrängen runt Scawby är platt. Runt Scawby är det ganska tätbefolkat, med 70 invånare per kvadratkilometer. Närmaste större samhälle är Scunthorpe, 8,8 km nordväst om Scawby. Trakten runt Scawby består till största delen av jordbruksmark.